# Piera Degli Esposti
Piera Degli Esposti (Bolonya, 12 de març de 1938 - Roma, 14 d'agost de 2021) va ser una actriu i directora de teatre italiana.

## Biografia
Formada en grups experimentals, es va establir entre 1969 i 1976 al Teatro Stabile dell'Aquila, treballant amb directors com Antonio Calenda (Operetta di Witold Gombrowicz, 1969), Aldo Trionfo (Arden di Feversham de l'anònim isabelí, 1971) i Giancarlo Cobelli (La pazza di Chaillot de Jean Giraudoux, 1972; La figlia di Iorio di Gabriele D'Annunzio, 1973; Antonio e Cleopatra de William Shakespeare, 1974).
La seva carrera va començar al Teatro dei 101 dirigit per Antonio Calenda, on va donar els seus primers passos juntament amb altres nens que es convertirien en pilars del teatre italià com Nando Gazzolo i Gigi Proietti. El seu debut a la televisió va tenir lloc l'any 1966 amb un drama de gran èxit, Il conte di Montecristo. La seva carrera cinematogràfica va començar l'any següent amb la pel·lícula Trio dirigida per Gianfranco Mingozzi, seguida per Questi fantasmi de Renato Castellani.
Piera Degli Esposti continua així a l'escenari, al plató i a la televisió amb Il circolo Pickwick di Ugo Gregoretti i, al cinema, amb Medea, dirigida per Pier Paolo Pasolini, i Sotto il segno dello scorpione dels germans Taviani. Va ser la companya de l'actor Tino Schirinzi durant una dècada. Els dos s'havien conegut la temporada 1970-71 al Teatro Stabile d'Abruzzo de L'Aquila recitant una obra d'Alfred de Musset: "Con l'amore non si scherza."
Al teatre va treballar amb directors com Scaparro, Guicciardini, Sequi i Massimo Castri (amb aquest últim a Rosmersholm de Henrik Ibsen el 1980). També el 1980, juntament amb la seva amiga Dacia Maraini, va escriure la intensa història de la seva joventut a la novel·la de gran èxit Storia di Piera, que es va convertir en pel·lícula tres anys després dirigida per Marco Ferreri i el guió dels mateixos Degli Esposti i Maraini, que també escriuran la propera pel·lícula de Ferreri Il futuro è donna.
A principis dels vuitanta va protagonitzar Nanni Moretti a Sogni d'oro i per a Cinzia TH Torrini a Giocare d'azzardo. Més tard serà dirigida per Lina Wertmüller que l'escull per a tres de les seves pel·lícules, Scherzo del destino in agguato dietro l'angolo come un brigante da strada, Il decimo clandestino i Metalmeccanico e parrucchiera in un turbine di sesso e politica.
El 1986 va guanyar el Nastro d'argento per la seva interpretació de Teresa a La coda del diavolo, dirigida per Giorgio Treves en el seu primer treball. Paral·lelament treballa amb assiduïtat en el teatre, actuant a Madre Coraggio, Prometeo i Stabat Mater. El 1988 va ser convidada a interpretar el paper de Venècia al migmetratge Biennale Apollo de Sylvano Bussotti produït per la Biennal de Venècia.
Després interpreta l'abadessa en el conegut guió deSalvatore Nocita I promessi sposi del 1989, de 1989, de la novel·la homònima d'Alessandro Manzoni.
El 1996 va protagonitzar la pel·lícula centrada en Pasolini, Nerolio, dirigida per Aurelio Grimaldi. El 2001 va interpretar Ferreri I Love You i L'ora di religione de Marco Bellocchio, pels quals va guanyar el David di Donatello a la millor actriu no protagonista. Degli Esposti segueix prolíficament dividint el seu temps entre el cinema i la televisió. Per al primer, participa en pel·lícules com Il vestito da sposa, Il compleanno i Iltrentasette. Treballa amb Marcello Garofalo a Tre donne morali en la qual interpreta el paper d'una antiga monja que ara és propietària d'un cinema porno i amb Giuseppe Tornatore al noir La sconosciuta. Obté excel·lents crítiques per ambdues interpretacions i per a la segona està nominada a una cinta de plata.
Va debutar com a director d'òpera dirigint Lodoletta de Pietro Mascagni, La notte di un nevrastenico de Nino Rota i La Voix humaine de Francis Poulenc. El 2008 es va estrenar Il divo de Paolo Sorrentino als cinemes: en aquesta pel·lícula Piera interpreta Enea, històrica secretaria de Giulio Andreotti, un paper que la porta a la competició al Festival Internacional de Cinema de Canes i va guanyar un altre David di Donatello. Posteriorment va estar al plató de Maria Sole Tognazzi amb la pel·lícula L'uomo che ama en la qual va protagonitzar al costat de Pierfrancesco Favino, Marisa Paredes i Monica Bellucci.
El 2010 va ser dirigida per Giovanni Veronesi a Genitori & figli - Agitare bene prima dell'uso i per Marco Filiberti a Il compleanno; també va fer tres pel·lícules per a televisió: Il mondo di Patty, Mannaggia alla miseria i Donne di Sicilia. El 2011 va rodar a Càller, I bambini della sua vita, diretta da Peter Marcias, dirigida per Peter Marcias, pel qual va guanyar el Globo d'Oro a la millor actriu. El 25 de novembre de 2013, amb motiu de la presentació al Festival de Cinema de Torí del documental Tutte le storie di Piera sdirigit de nou per Marcias, va rebre el Premi Maria Adriana Prolo a la trajectòria, atorgat a la seva per l'Associació Nacional del Museu del Cinema.
El 2021, a la seva darrera pel·lícula Corro da te, un remake d'una pel·lícula francesa, interpreta un personatge no present a la versió original, escrit especialment per a ella pel director Riccardo Milani, que li permet actuar així malgrat la malaltia, amb els tubs d'oxigen, que realment necessitava.
La pel·lícula s'estrenarà després de la mort de l'actriu.

### Mort
Va morir a l'hospital Villa San Pietro de Roma el 14 d'agost de 2021 a l'edat de 83 anys per complicacions pulmonars. Fou sebollida al cementiri monumental de la Certosa de Bolonya.

## Filmografia

### Cinema
- Trio, dirigida per Gianfranco Mingozzi (1967)
- Questi fantasmi, dirigida per Renato Castellani (1967)
- Sotto il segno dello scorpione, dirigida per Paolo e Vittorio Taviani (1969)
- Una bona noia com jo, dirigida per Desmond Davis (1969)
- Medea, dirigida per Pier Paolo Pasolini (1969)
- Bisturi - La mafia bianca, dirigida per Luigi Zampa (1973)
- Fantasia, ma non troppo, per violino, dirigida per Gianfranco Mingozzi (1976)
- Sogni d'oro, dirigida per Nanni Moretti (1981)
- Giocare d'azzardo, dirigida per Cinzia TH Torrini (1982)
- Scherzo del destino in agguato dietro l'angolo come un brigante da strada, dirigida per Lina Wertmüller (1983)
- La coda del diavolo, dirigida per Giorgio Treves (1986)
- Don Bosco, dirigida per Leandro Castellani (1988)
- L'appassionata, dirigida per Gianfranco Mingozzi (1988)
- Nerolio, dirigida per Aurelio Grimaldi (1996)
- Metalmeccanico e parrucchiera in un turbine di sesso e politica, dirigida per Lina Wertmüller (1996)
- Alice dalle 4 alle 5, curtmetratge, dirigida per Jonathan Zarantonello (2000)
- Hotel Dajti, dirigida per Carmine Fornari (2000)
- L'ora di religione, dirigida per Marco Bellocchio (2002)
- Il vestito da sposa, dirigida per Fiorella Infascelli (2003)
- Giovani talenti italiani, diversos directors (2004)
- Corpo immagine, curtmetratge, dirigida per Marco Simon Puccioni (2004)
- Iltrentasette, dirigida per Roberto Greco (2005)
- Lettere dalla Sicilia, dirigida per Manuel Giliberti (2006)
- La donna del Mister, episodi de 4-4-2 - Il gioco più bello del mondo, dirigida per Claudio Cupellini (2006)
- La sconosciuta, dirigida per Giuseppe Tornatore (2006)
- Tre donne morali, dirigida per Marcello Garofalo (2006)
- Il divo, dirigida per Paolo Sorrentino (2008)
- Principessa, dirigida per Giorgio Arcelli (2008)
- L'uomo che ama, dirigida per Maria Sole Tognazzi (2008)
- Giulia non esce la sera, dirigida per Giuseppe Piccioni (2009)
- Il compleanno, dirigida per Marco Filiberti (2009)
- L'altra metà, curtmetratge, dirigida per Pippo Mezzapesa (2009)
- Come si deve, curtmetratge, dirigida per Davide Minnella (2010)
- Genitori & figli - Agitare bene prima dell'uso, dirigida per Giovanni Veronesi (2010)
- I baci mai dati, dirigida per Roberta Torre (2010)
- I bambini della sua vita, dirigida per Peter Marcias (2010)
- Un milione di giorni, dirigida per Emanuele Giliberti (2011)
- Pulce non c'è, dirigida per Giuseppe Bonito (2012)
- Benvenuto Presidente!, dirigida per Riccardo Milani (2013)
- Cloro, dirigida per Lamberto Sanfelice (2015)
- Leoni, dirigida per Pietro Parolin (2015)
- In un posto bellissimo, dirigida per Giorgia Cecere (2015)
- Banat - Il viaggio, dirigida per Adriano Valerio (2015)
- Assolo, dirigida per Laura Morante (2016)
- Fai bei sogni, dirigida per Marco Bellocchio (2016)
- My Italy, dirigida per Bruno Colella (2016)
- Orecchie, dirigida per Alessandro Aronadio (2016)
- Favola, dirigida per Sebastiano Mauri (2017)
- I santi giorni, curtmetratge, dirigida per Rafael Farina Issas (2019)
- Anima bella, dirigida per Dario Albertini (2021)
- Corro da te, dirigida per Riccardo Milani (2022)

### Televisió
- Ritorna il tenente Sheridan – sèrie de televisió, 1 episodi (1963)
- Il conte di Montecristo – minisèrie de televisió (1966)
- Le troiane di Euripide – telefilm (1967)
- Vita di Cavour – minisèrie de televisió, 1 episodi (1967)
- Le case del vedovo de George B. Shaw (1968)
- Il Circolo Pickwick de Charles Dickens – sèrie de televisió, 3 episodis (1968)
- Diritto di cronaca – telefilm (1969)
- Johnny Belinda – Minisèrie de televisió (1969)
- Oplà! noi viviamo di Ernst Toller (1972)
- Aggressione nella notte – telefilm (1975)
- Majakovskij de Giuseppe D'Avino (1976)
- L'esercito di Scipione – minisèrie de televisió, 3 episodi (1977)
- Il candeliere di A. de Musset (1978)
- Il processo – telefilm (1978)
- Il ladro in casa di Italo Svevo (1978)
- L'altro Simenon de George Simenon – sèrie de televisió (1979)
- Le diaboliche imprese, trionfi e caduta dell'ultimo Faust di Guido Ceronetti (1980)
- La lunga notte di Medea de Corrado Alvaro (1982)
- Il bell'indifferente monòleg de Jean Cocteau (1982)
- Il fascino dell'insolito – sèrie de televisió, 1 episodi (1982)
- Delitto e castigo di Fiodor Dostoevskji – minisèrie de televisió, 4 episodi (1983)
- Il decimo clandestino – telefilm (1989)
- I promessi sposi – minisèrie de televisió, 3 episodi (1989)
- La vita che ti diedi – telefilm (1991)
- L'inganno – telefilm (2003)
- Diritto di difesa – sèrie de televisió (2004)
- Mannaggia alla miseria – telefilm (2009)
- Atelier Fontana - Le sorelle della moda – telefilm (2011)
- Tutti pazzi per amore – sèrie de televisió, 70 episodi (2008-2012)
- Ferite a morte – telefilm documental (2014)
- Una grande famiglia – sèrie de televisió, 22 episodis (2012-2015)
- I delitti del BarLume – sèrie de televisió, 1 episodi (2017)
- Che Dio ci aiuti – sèrie de televisió, 2 episodis (2019)
- Ognuno è perfetto – sèrie de televisió, 6 episodis (2019)
- L'ultima de' Medici – sèrie de televisió, 1 episodi (2020)

## Teatre
- 10 minuti a Buffalo (1968)
- Le serve (1969)
- La folle de Chaillot (1970)
- La figlia di Iorio (1971)
- Antonio e Cleopatra (1974)
- Molly cara (1978)
- Caccia al lupo de Giovanni Verga i La morsa di Luigi Pirandello, dirigida per Tino Schirinzi (1979)
- Madre coraggio e i suoi figli (1986)
- Michelangelo (1986)
- La musica dei ciechi di R. Viviani, dirigida per Antonio Calenda (1995)
- Rappresentazione della passione (2000)
- Stabat Mater (2002)
- Gino Cornabò (2004)
- Gli asparagi e l'immortalità dell'anima (2005)
- Umorista sarà lei (2006)
- Il mondo di Patty (2010)

## Reconeixements
- Premi Ubu
  - 1979 – Millor actriu per Molly Cara
  - 1980 – Millor actriu per Rosmersholm
  - 1992 – Millor actriu per Madre Coraggio e i suoi figli

- David di Donatello 1982 – Candidatura com a millor actriu no protagonista per Sogni d'oro
- David di Donatello 2003 – Millor actriu no protagonista per L'ora di religione
- David di Donatello 2009 – Millor actriu no protagonista per Il divo
- David di Donatello 2016 – Candidatura com a millor actriu no protagonista per Assolo

- Nastri d'argento 1989 – Candidatura com a millor actriu protagonista per L'appassionata
- Nastri d'argento 2002 – Candidatura com a millor actriu no protagonista per L'ora di religione
- Nastri d'argento 2008 – Candidatura com a millor actriu no protagonista per Tre donne morali
- Nastri d'argento 2009 – Nastro d'argento especial
- Nastri d'argento 2014 – Premi especial millor actriu protagonista al documental Tutte le storie di Piera
- Nastri d'argento 2016 – Candidatura com a millor actriu no protagonista per Assolo

- Globo d'oro 2011 – Millor actriu per I bambini della sua vita

- Premi Flaiano 2002 – Millor actriu protagonista per L'ora di religione
- Premi Flaiano 2019 – Premio de teatre per la carrera
- IX edició de la Mostra de València: Menció a la millor interpretació femenina per L'appassionata de Gianfranco Mingozzi[5]

## Obres
Piera degli Esposti e Dacia Maraini, Storia di Piera, Milano, Bompiani, 1980.
Piera degli Esposti e Dacia Maraini, Piera e gli assassini, Milano, Rizzoli, 2003, ISBN 88-17-87227-X.
Piera degli Esposti e Giampaolo Simi, L'estate di Piera, Milano, Rizzoli, 2020, ISBN 978-88-17-14733-0.

## Audiollibres
- La lunga vita di Marianna Ucrìa de Dacia Maraini llegida per Piera Degli Esposti, 2011, Emons Audiolibri
- Asparagi e immortalità dell'anima e altri racconti d’Achille Campanile llegida per Piera Degli Esposti, 2013, Emons Audiolibri